# 竜美新町
竜美新町（たつみしんまち）は、愛知県岡崎市の町丁である。11個の番地を持つが小字並びに丁目は置かれていない。

## 地理
岡崎市のやや南に位置する。主に住宅地を形成している。

### 番地
| - 1 - 2 - 5 - 12 - 15 - 19 | - 22 - 25 - 26 - 27 - 39 |

## 世帯数と人口
2019年（令和元年）5月1日現在の世帯数と人口は以下の通りである。
| 町丁     | 世帯数  | 人口  |
| -------- | ------- | ----- |
| 竜美新町 | 278世帯 | 679人 |

### 人口の変遷
国勢調査による人口の推移
| 1995年（平成7年）  | 187人 | [ 6 ]  |  |
| 2000年（平成12年） | 509人 | [ 7 ]  |  |
| 2005年（平成17年） | 704人 | [ 8 ]  |  |
| 2010年（平成22年） | 743人 | [ 9 ]  |  |
| 2015年（平成27年） | 689人 | [ 10 ] |  |

## 小・中学校の学区
市立小・中学校に通う場合、学区は以下の通りとなる。
| 番・番地等 | 小学校               | 中学校             |
| ---------- | -------------------- | ------------------ |
| 全域       | 岡崎市立竜美丘小学校 | 岡崎市立竜海中学校 |

## 歴史
額田郡明大寺村の一部を前身とする。

### 沿革
- 1993年（平成5年）8月28日 - 年岡崎おとがわ土地区画整理組合の事業により、大西町の一部が独立し竜美新町となった[1]。

## 施設
- 中部電気保安協会岡崎事業所
- おとがわ公園

## 交通
道路
- 愛知県道26号岡崎環状線（竜東メーンロード）

## その他

### 日本郵便
- 郵便番号 : 444-0872[4]（集配局：岡崎郵便局[12]）。

## 参考資料
- 「角川日本地名大辞典」編纂委員会 編『角川日本地名大辞典 23 愛知県』角川書店、1989年3月8日。ISBN 4-04-001230-5。
- 有限会社平凡社地方資料センター 編『日本歴史地名体系第23巻 愛知県の地名』平凡社、1981年。ISBN 4-582-49023-9。